# Ácido neuramínico
El ácido neuramínico es un monosacárido de 9 átomos de carbono, derivado de una cetononosa. En teoría, el ácido neuramínico podría considerarse como el producto de la condensación aldólica del ácido pirúvico y la D-manosamina (2-amino-2-desoximanosa) por acción de la ácido neuramínico sintasa (E.C. 4.1.3.19)
. Esta molécula, aunque no se encuentra como tal en la naturaleza, sí se encuentra ampliamente distribuida en forma de sus múltiples productos derivados, tanto en tejidos animales, como en bacterias, especialmente como constituyentes de glicoproteínas y gangliósidos. Los radicales N u O que dan lugar a dichos derivados del ácido neuramínico son denominados en conjunto como ácidos siálicos, siendo el más común el ácido N-Acetilneuramínico. El grupo amino puede unir tanto grupos acetil como grupos glicosil. Los radicales hidroxilo pueden variar considerablemente según la molécula, habiéndose descrito grupos acetil, lactil, metil, sulfato y fosfato.
El nombre de "ácido neuramínico" fue introducido por el científico alemán E. Klenk en 1941, en referencia a los lípidos de origen cerebral desde los cuales se aisló por primera vez como producto derivado del procesamiento de dichos lípidos.
El símbolo utilizado para el ácido neuramínico es Neu.